# Sede titolare di Antigona
Antigona (in latino: Dioecesis Antigonensis) è una sede titolare della Chiesa cattolica, istituita nel XVIII secolo e soppressa nel 1957.
Nella sua opera Oriens Christianus, Le Quien afferma, sulla testimonianza di Plinio, che prima dell'occupazione romana, la città di Troia si chiamasse Antigonia. Con un termine simile, Antigoneia, veniva chiamata anticamente la città di Nicea, oggi İznik. Tuttavia si suole identificare Antigonia o Antigoneia con le rovine di Alessandria Troade, presso Çanakkale. Nell'opera del Le Quien questa città non è menzionata fra le sedi episcopali dell'Ellesponto.

## Cronotassi dei vescovi titolari
- Joseph Heinrich von Braitenbücher † (12 aprile 1728 - 24 febbraio 1749 deceduto)
- Franz Georg Lock † (22 maggio 1801 - 7 settembre 1831 deceduto)
- Tomás Miguel Pineda y Saldaña † (3 luglio 1848 - 10 marzo 1853 nominato vescovo di San Salvador)
- David Moriarty † (8 marzo 1854 - 22 luglio 1856 succeduto vescovo di Kerry e Aghadoe)
- James Frederick Bryan Wood † (9 gennaio 1857 - 5 gennaio 1860 succeduto vescovo di Filadelfia)
- Thomas Grimley † (18 dicembre 1860 - 29 gennaio 1871 deceduto)
- Jean-Claude Duret, C.S.Sp. † (26 agosto 1873 - 29 dicembre 1875 deceduto)
- Marie-Jean-Gustave Blanc, M.E.P. † (17 aprile 1877 - 21 febbraio 1890 deceduto)
- Giulio Marsili, O.F.M.Obs. † (12 agosto 1890 - 29 luglio 1911 deceduto)
- Theodorus Antonius Leonardus Maria van Roosmalen, C.SS.R. † (5 settembre 1911 - 9 giugno 1957 deceduto)[1]